# ترکیبات آزادکننده کلر
ترکیبات آزادکننده کلر که به عنوان ترکیبات پایه کلر نیز شناخته می‌شوند، اصطلاحی است برای توصیف برخی از مواد حاوی کلر که به عنوان ضدعفونی‌کننده و سفیدکننده استفاده می‌شوند. این ترکیبات شامل مواد شیمیایی زیر هستند: سدیم هیپوکلریت (عامل فعال در سفید کننده)، کلرامین، هالازون، و سدیم دی‌کلروایزوسیانورات. این ترکیبات به طور گسترده‌ای برای ضد عفونی آب، تجهیزات پزشکی، سطوح و همچنین مواد سفید کننده پارچه استفاده می‌شوند. وجود مواد آلی می‌تواند اثر آنها را به عنوان ضدعفونی کننده، کم کند. این مواد به صورت محلول مایع یا پودری هستند که قبل از استفاده با آب مخلوط می‌شوند.
عوارض جانبی در صورت تماس ممکن است شامل تحریک پوست و سوختگی شیمیایی چشم باشد. همچنین ممکن است باعث خوردگی شوند و بنابراین ممکن است نیاز به شستشو داشته باشند. ترکیبات اختصاصی این خانواده عبارتند از هیپوکلریت سدیم، مونوکلرامین، هالازون، کلر دی‌اکسید و سدیم دی‌کلروایزوسیانورات. این ترکیبات در برابر طیف گسترده‌ای از میکروارگانیسم‌ها از جمله اسپورهای باکتریایی موثر هستند.
ترکیبات آزاد کننده کلر برای اولین بار در حدود سال ۱۷۸۵ به عنوان مواد سفید کننده و در سال ۱۹۱۵ به عنوان ضدعفونی‌کننده مورد استفاده قرار گرفتند، این مواد در فهرست داروهای ضروری سازمان جهانی بهداشت قرار دارندو به طور گسترده‌ای در صنایع پزشکی و غذایی استفاده می‌شوند.

## همچنین ببینید
- ازن